# Sambe
Die Sprache Sambe (ISO 639-3: xab) ist eine nahezu ausgestorbene platoide Sprache, die von nur noch sechs Personen in der Ortschaft Samba im nigerianischen Bundesstaat Kaduna gesprochen wird, welche sich etwa zehn Kilometer westlich der Stadt Agamati befindet. 
Die meisten Sprecher des Sambe haben zum Englischen, der Amtssprache Nigerias gewechselt. Einige können auch das Ninzo als Zweitsprache.
Die Sprache wurde erst im Jahre 2007 als Sprache anerkannt und ist in der Klassifikation der Niger-Kongo-Sprachfamilie innerhalb der Gruppe der Ost-Benue-Kongo-Sprachen.